# Monte Nuboso
El Monte Nuboso es un pico ficticio que pertenece al legendarium del escritor británico J. R. R. Tolkien. Es el tercero de los altos picos de Moria (Cloudyhead en inglés), ubicado al este del Caradhras. Sus laderas constituyen el brazo de las Montañas Nubladas que se extiende hacia el sureste y encierra el Valle del Arroyo Sombrío (Azanulbizar).

## Etimología
Llamado Fanuidhol el Gris por los Elfos, palabra compuesta por el adjetivo Sindarin, Fanui, que significa “Nuboso”, “Nublado”; raíz *SPAN- y por el sustantivo dôl, (por lenición dhol) que significa “cabeza”, por extensión “monte”. Los Enanos lo llamaban Bundushathûr, que al igual que en élfico significaba Monte Nuboso o Cabeza de Nubes; compuesto por Bund “Cabeza”, radicales B-N-D; la preposición _u_, “de”, y shathur, “nubes”; radical probable *Sh-Th-R.